# Gösta Bredefeldt
Gösta Johan Harwey Bredefeldt (født 19. december 1935 i Göteborg, død 9. januar 2010) var en svensk skuespiller, der medvirkede i mere end 60 film og tv-serier mellem 1961 og 2009. Han er blandt andet kendt for sin hovedrolle i spillefilmen En håndfuld kærlighed (1974), der er skrevet og instrueret af Vilgot Sjöman.

## Udvalgt filmografi
- Made in Sweden (1969)
- Kan man dø af et knald? (1971)
- Ture Sventon - Privatdetektiv (1972)
- En håndfuld kærlighed (1974)
- Ungkarlshotellet (1975)
- Den hvide væg (1975)
- Drømmen om Amerika (1976)
- Mænd kan ikke voldtages (1978)
- Tre kärlekar (tv-serie, 1989-1991)
- Storstad (tv-serie, 1991)
- Blueprint (tv-serie, 1992)
- Kejseren af Portugalien (tv-serie, 1992-1993)
- Manden på balkonen (1993)
- Rederiet (tv-serie, 1993-2000)
- Jönssonligans största kupp (1995)
- Zonen (tv-serie, 1996)
- Søen (1999)
- Keillers park (2006)
- Mænd der hader kvinder (2009)